# Caso prolativo
O caso prolativo é um caso gramatical que se emprega com um substantivo ou com um pronome para indicar o meio utilizado na realização de uma acção, comparável a "por meio de". O prolativo ainda é utilizado com frequência em estoniano, mas em finlandês encontra-se apenas em algumas expressões consagradas.

## Finlandês
Em finlandês, os exemplos mais comuns são postitse ("por correio"), puhelimitse ("por telefone"), e meritse ("por mar").